# SBC松本放送局
SBC松本放送局（エスビーシーまつもとほうそうきょく）は、長野県松本市にある信越放送の中波放送中継局である。

## 概要
- 当放送局は、松本市島立字堀米新田に置かれ、県中西部の広範囲に電波を発射している。
- NHK長野放送局中波放送については、島立ラジオ放送所を参照。

## 送信施設概要
| 放送局名    | コールサイン | 周波数 | 空中線電力 | 放送対象地域 | 放送区域内世帯数 |
| SBC信越放送 | JOSO         | 864kHz | 1kW        | 長野県       | 約13万世帯       |